# Cornel Stan

Cornel Stan, 2016

Cornel Stan (* 28. April 1951 in Constanza, Rumänien) ist ein deutscher Ingenieur und Hochschullehrer.

## Leben
Stan studierte Luft- und Raumfahrttechnik an der Polytechnischen Universität Bukarest. Er promovierte im Jahr 1984 auf dem Gebiet Verbrennungskraftmaschinen an der Technischen Hochschule Zwickau und habilitierte dort im Jahr 1989 auf dem Gebiet Kraftfahrzeugtechnik. Ab 1984 folgten sieben Jahre bei dem MZ-Motorradwerk Zschopau, wo er in leitender Position bei der Entwicklung zukünftiger Antriebe war.
Im Jahr 1992 wurde Stan zum Professor für Technische Thermodynamik an der Hochschule für Technik und Wirtschaft Zwickau, später Westsächsische Hochschule Zwickau berufen, wo er später auch Direktor des Institutes für Kraftfahrzeugtechnik wurde. Seine Lehr- und Forschungsgebiete umfassen die Kraftfahrzeug-Antriebssysteme, die Direkteinspritzverfahren, die Simulation thermodynamischer Vorgänge, die Verbrennungsprozesse, die alternativen Kraftstoffe und das Energiemanagement im Kraftfahrzeug. Seine Fachbücher zu Thermodynamik, Alternative Antriebe für Automobile und Direkteinspritzsysteme für Otto- und Dieselmotoren sind in vielen Nationalbibliotheken der Welt aufgenommen, so, zum Beispiel, in den USA (Library of Congress), Großbritannien (British Library), Frankreich (Bibliothèque Nationale de France) und Deutschland (Deutsche Nationalbibliothek). Cornel Stan ist Autor oder Mitautor von mehr als 30 Fachbüchern, von über 150 wissenschaftlichen Artikeln und von 40 internationalen Patenten, insbesondere zu unkonventionellen Einspritzverfahren in Verbrennungsmotoren.
Im Jahr 1994 wurde er Vorstandsvorsitzender und wissenschaftlicher Direktor des neu gegründeten Forschungs- und Transferzentrums e. V. an der Westsächsischen Hochschule Zwickau, dessen Aktivitäten derzeit auf den Schwerpunkten Kraftfahrzeugtechnik und -elektronik, Elektromagnetische Verträglichkeit, Elektrische Energietechnik, neue Technologien und Materialien im Maschinenbau und Lasertechnik konzentriert sind.
In den Jahren 1994 bis 1996 war Stan Honorarprofessor (Professore a Contratto) der Universita degli Studi di Pisa, Italien und in den Jahren 1998 und 1999 Honorarprofessor der Universita degli Studi di Perugia, Italien. In den Jahren 2002, 2003, 2004 war er Honorarprofessor (1. Classe des Professeurs) der Université Pierre et Marie Curie, Paris, Frankreich. 2005/2006 war er Russel Severance Springer Professor of Mechanical Engineering (Invited Professor) an der University of California, Berkeley, USA.
Zwischen den Jahren 2000 und 2010 war Stan Member of the Editorial Board of the Journal of Automobile Engineering, Institution of Mechanical Engineers ImechE, Großbritannien. Seit 2012 ist er Chefredakteur der Zeitschrift Ingineria Automobilului (Automotive Engineering) des SIAR – Rumänischer Verband der Automobilingenieure.
Stan organisierte und leitete mehrere internationale Kongresse und Konferenzen, unter anderen: „Alternative Propulsion Systems for Automobiles“, Essen 2000; „Development Trends of Motorcycles“, Zwickau 2002, München 2003, Borgo Panigale/Ducati, 2004, 2005, 2007; „Alternative Propulsion Systems for Automobiles“, Berlin 2007, München 2009; „VDIK-Future Propulsion of Automobiles“, AMI Leipzig, 2009, 2010, 2012, 2014, 2016.
Cornel Stan ist auch Autor von Romanen, die in Deutsch, Englisch und Rumänisch veröffentlicht wurden. Der Roman „Automacher“ beschreibt Menschen mit Kreativität, Durchhaltevermögen, Disziplin, aber auch mit Leidenschaften und Träumen, die Autos für die Zukunft, ob mit Elektroantrieb, mit Brennstoffzellen und Wasserstoff, ob Hybride oder gar Gasturbinen, wie im Flugzeug. erfinden und entwickeln. „Dracfried“ ist ein Thriller über Draculas Ursprung, in Transsylvanien, basierend auf historische Daten, Sagen und Legenden und, vielmehr, über den Einfluss seines Geistes auf die moderne Welt. Der gegenwärtige Held, Dracfried, ein Ur-Urenkel Draculas, geht mit seinen Gaben an die Grenzen der Physik und Metaphysik.
Stan’s Arbeitssprachen für Publikationen, Konferenzen und Vorlesungen sind Deutsch, Englisch, Französisch, Italienisch und Rumänisch.

## Ehrungen und Auszeichnungen
Stan wurde im Jahr 2009 zum Fellow of SAE International (Society of Automotive Engineers) gewählt. Im Jahr 2004 verlieh ihm die Universität Transilvania von Brasov, Rumänien die Würde eines Professors Ehrenhalber. Stan ist seit 2005 Doctor Honoris Causa der Universität Transilvania, Brasov, Rumänien, seit 2018 Doctor Honoris Causa der Universität Ovidius, Constanza, Rumänien, und seit 2022 Doctor Honoris Causa der Universität Craiova, Rumänien.

## Publikationen

### Fachbücher (Auswahl)
- Thermodynamik für Maschinen- und Fahrzeugbau. 4. Auflage. Springer Vieweg, Berlin 2020, ISBN 978-3-662-61789-2, doi:10.1007/978-3-662-61790-8.
- Alternative Antriebe für Automobile. 5. Auflage. Springer Vieweg, Berlin 2020, ISBN 978-3-662-61757-1, doi:10.1007/978-3-662-61758-8_1.
- Thermodynamik des Kraftfahrzeugs – Grundlagen und Anwendungen – mit Prozesssimulationen. 3. Auflage 2017, Springer Vieweg 2017, ISBN 978-3-662-53721-3.
- Alternative Propulsion for Automobiles. Springer International Publishing Springer, Cham 2016, ISBN 978-3-319-31929-2 (englisch).
- Development Trends of Motorcycles IV. Expert Verlag 2012, ISBN 978-3-8169-3160-7.
- Cornel Stan, Giovanni Cipolla (Hrsg.): Alternative propulsion systems for automobiles. Teil 2. With 7 tables / and 36 co-authors. expert-Verl, Renningen 2008, ISBN 978-3-8169-2835-5 (englisch).
- Entwicklungstendenzen im Automobilbau. Zschiesche Verlag, 2004, ISBN 3-9808512-1-4.
- Direct Injection Systems – The Next Decade in Engine Technology. SAE International, Warrendale, USA 2002, ISBN 0-7680-1070-5.
- Direct Injection Systems for Spark-Ignition and Compression Ignition Engines. SAE International Edition, Warrendale / USA 2000, ISBN 0-7680-0610-4.
- Mit E. Sher: Chapter 12: Handbook of Air Pollution from Internal Combustion Engines. Academic Press, San Diego / USA 1998, ISBN 0-12-639855-0.

### Sachbücher
- Klimagerechte Energieszenarien der Zukunft: Mobilität, Heizung, Industrie - mehr als nur Elektroautos, luftsaugende Wärmepumpen und Windräderstrom Buchreihe: SDG –Forschung, Konzepte, Lösungsansätze zur Nachhaltigkeit, Springer-Verlag Berlin Heidelberg 2024, ISBN 978-3-662-68857-1
- Das Feuer ist kein Ungeheuer: Thermodynamik der Wärme und Arbeit für jedermann Springer-Verlag Berlin Heidelberg 2022, ISBN 978-3-662-64986-2
- Automobile der Zukunft: mehr als nur elektrisch, digital, autonom Springer Nature Berlin 2021, ISBN 978-3-662-64115-6
- Energie versus Kohlendioxid – Wie retten wir die Welt? – 59 Thesen. Springer-Verlag Berlin Heidelberg 2021, ISBN 978-3-662-62705-1
- Automobile der Zukunft – Interdisziplinäres Kraftfahrzeugwissen leicht gemacht – Elektromagnetische Wellen, Schallwellen, Sicherheitsfunktionen, Wahrnehmungsarten – Sonderausgabe. FTZ Zwickau, 2020
- Automobile der Zukunft – Interdisziplinäres Kraftfahrzeugwissen leicht gemacht, Teil I: Automobile, Antriebe, Karosserien, Technologien. FTZ Zwickau, 2019, Hochschulbibliothek Zwickau

### Romane
- English Passage in Bukarest Coresi Publishing, 2025, ISBN 979-8280192027 (Deutsch) Übersetzt aus dem Rumänischen von Cornel Stan, ISBN 979-8280205512 (englisch), ISBN 978-630-95014-8-6 (rumänisch)
- Automacher Coresi Publishing, 2017, ISBN 978-1-5452-4539-2 (Deutsch), Carmakers, ISBN 978-1-9746-4720-0 (englisch)
- Dracfried Coresi Publishing, 2017, ISBN 978-1-5453-0119-7 (Deutsch), ISBN 978-1-9760-2116-9 (englisch)